# 法音寺 (名古屋市)
法音寺（ほうおんじ）は、愛知県名古屋市昭和区駒方町にある日蓮宗の寺院。山号は大乗山。本尊は久遠実成本師釈迦牟尼仏。

## 歴史
1909年（明治42年）に発足した杉山辰子の仏教感化救済会を前身としており、1937年（昭和12年）に大乗会館（法音寺旧本堂）を建立。
1947年（昭和22年）に日蓮宗昭徳教会を設置し、1950年（昭和25年）7月20日に法音寺となった。また1953年（昭和28年）に学校法人法音寺学園（現在の学校法人日本福祉大学）を設置し、後に日本福祉大学を開校した。

## 支院
- 大阪支院 - 大阪府大阪市此花区西九条
- 大乗山泰明寺 - 愛知県名古屋市中村区名駅
- 開基堂 - 愛知県江南市寄木町天道
- 山形布教所 - 山形県山形市長町
- 東京支院 - 東京都練馬区谷原
- 静岡支院 - 静岡県磐田市城之崎
- 瀬戸布教所 - 愛知県瀬戸市東本町
- 明川支院 - 愛知県豊田市明川町堂ノ脇
- 佐屋支院 - 愛知県愛西市大井町浦田面
- 一宮支院 - 愛知県一宮市大江
- 西春支院 - 愛知県北名古屋市九之坪東ノ川
- 安城支院 - 愛知県安城市新田町小山
- 豊川支院 - 愛知県豊川市中野川町

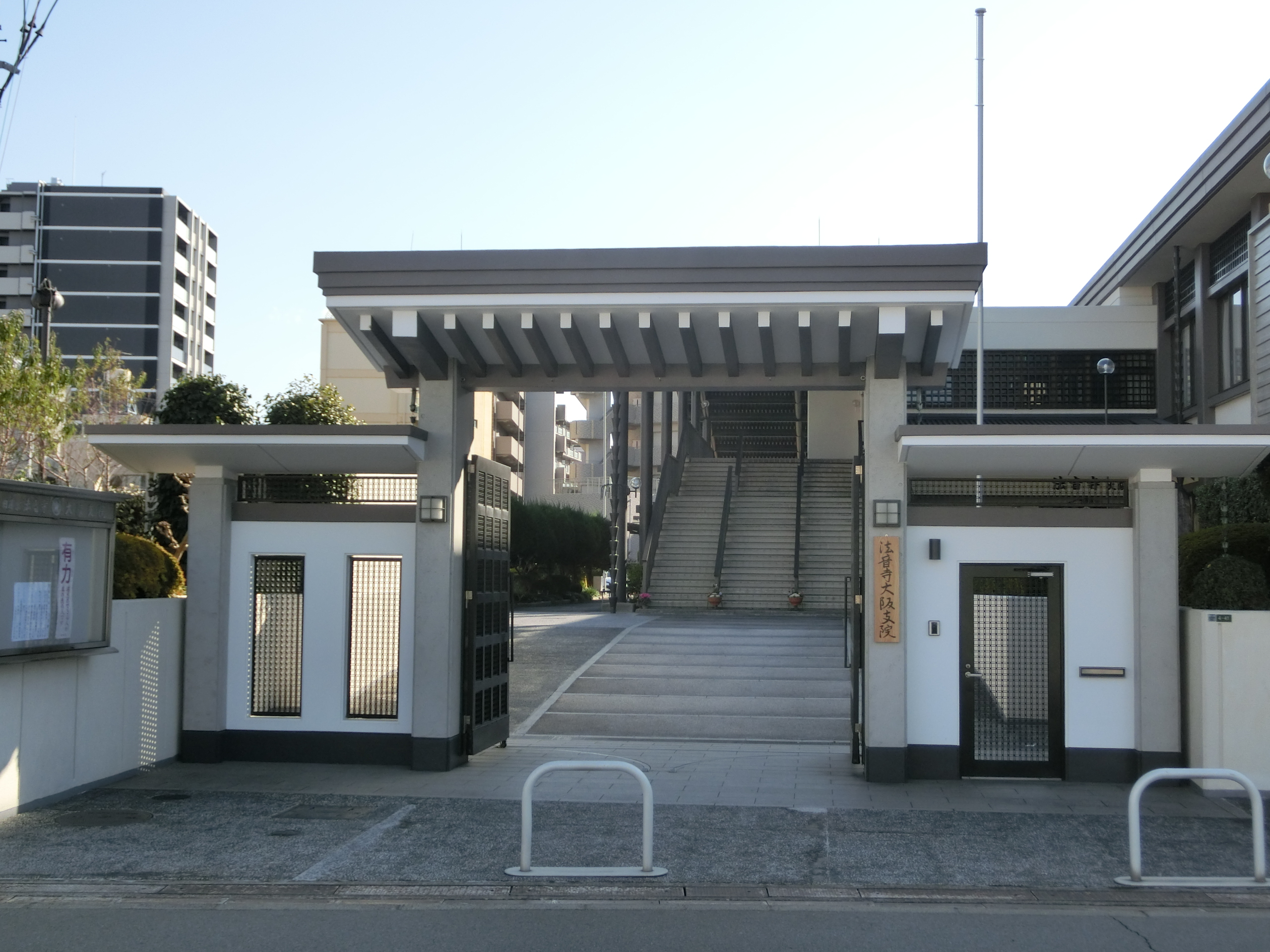
大阪支院
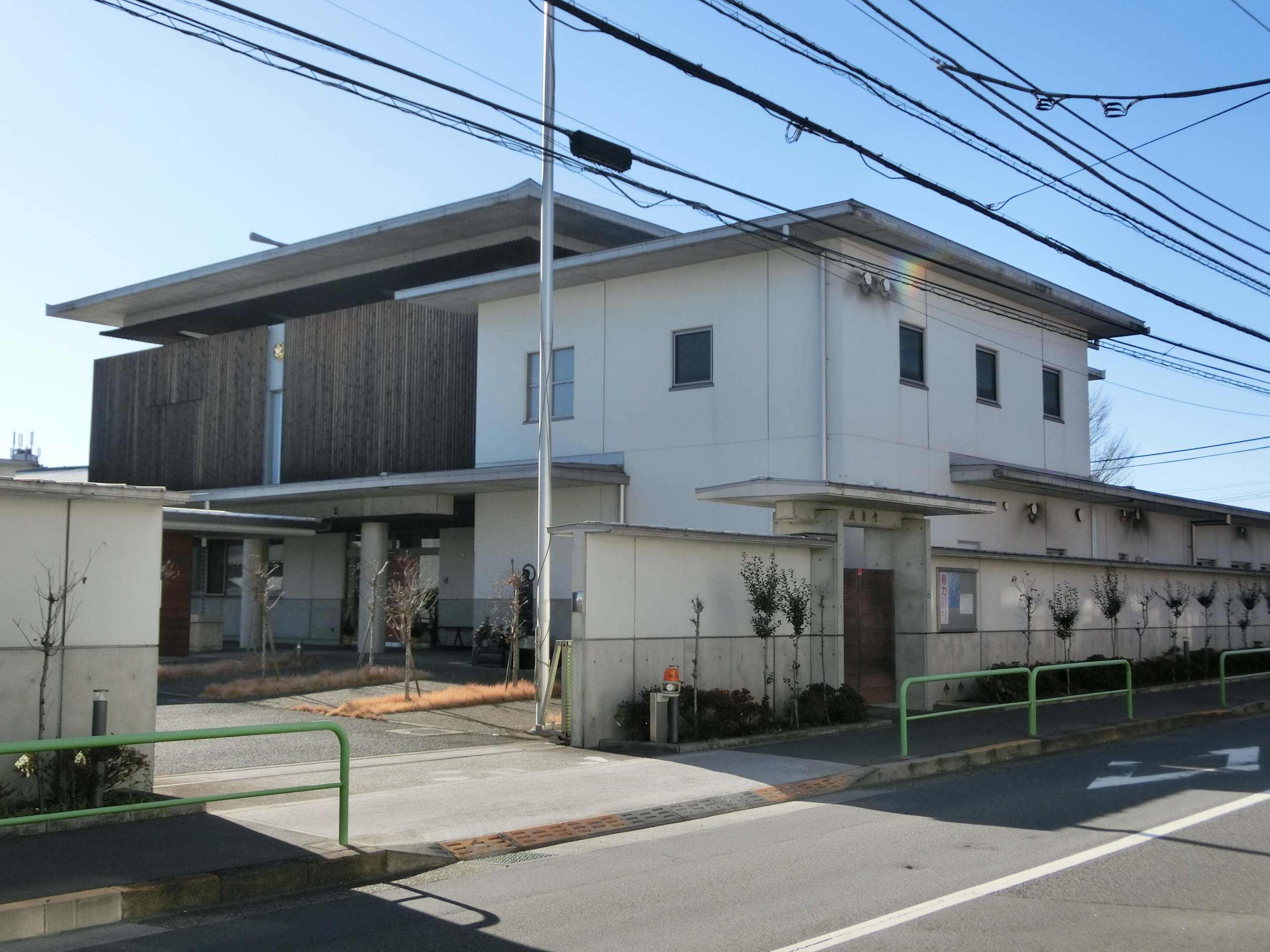
東京支院

## 交通
- 名古屋市営地下鉄鶴舞線「川名駅」より徒歩で約5分。
- 名古屋高速2号東山線「春岡出入口」より車で約1分。